# Holdi víz

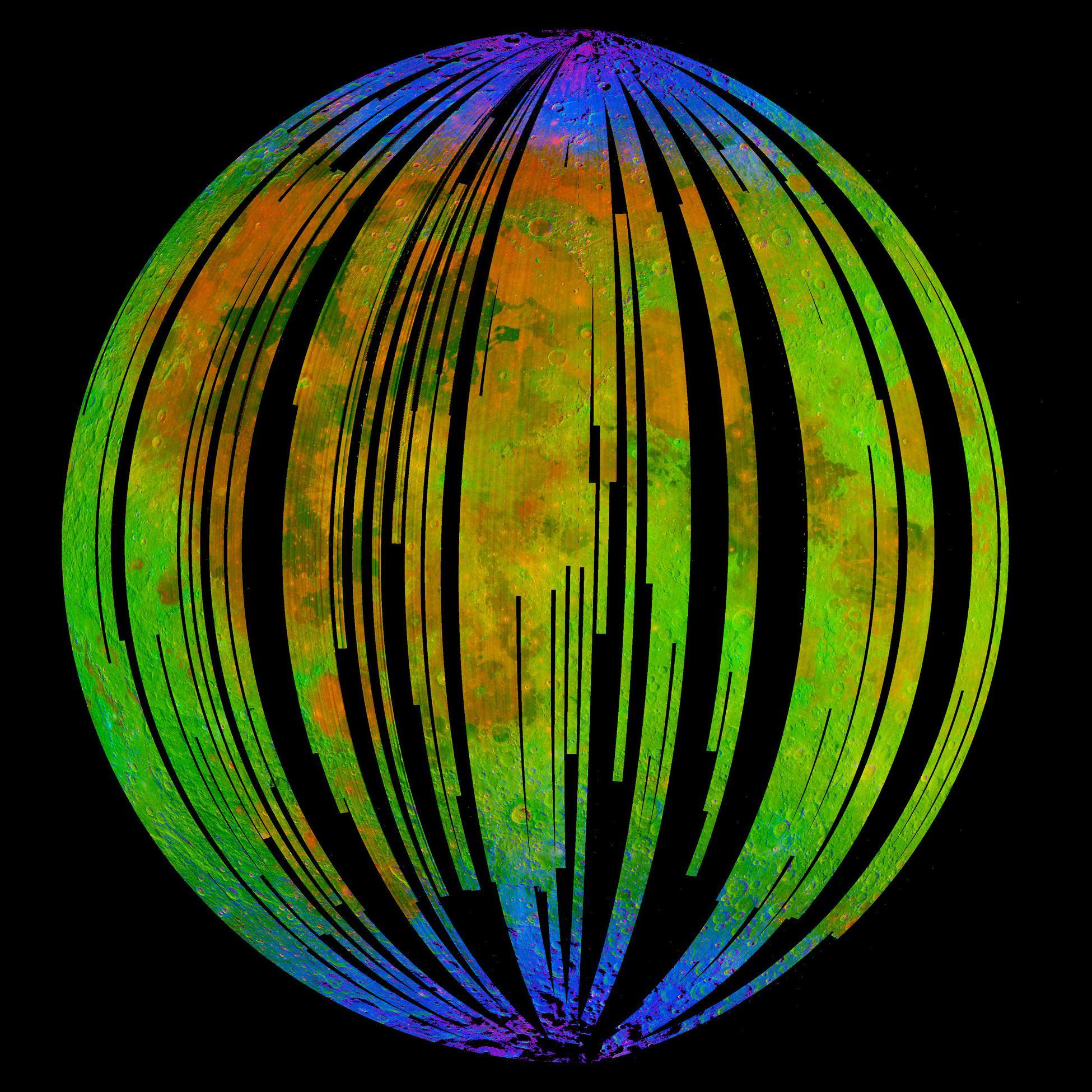
A Csandrajáan–1 űrszondán lévő Moon Mineralogy Mapper műszer által készített kép, amelynek színezésén a kék jelenti a víztartalmat, a zöld pedig a visszavert fényesség intenzitását az infravörösben. A vörös szín a vastartalmú piroxén-ásványok mennyiségét jelzi.

Mára a holdi víz számos formáját mérték az űrszondák radarral, infravörös visszavert színképi spektroszkópiával, neutronsugárzással. A Hold felszínét az Apollo-kőzetminták alapján még igen száraznak találták. Ennek magyarázata az lehet, hogy az 1969-1972 közötti Apollo-holdraszállások az egyenlítő közelében történtek. Az Apollo-expedíciók után merült fel az a gondolat, hogy a poláris vidékek napnemlátta kráterei mégis őrizhetnek valamennyi vízjeget (például az üstökös-beszállításokból).

## Surveyor, Apollo: lebegő porfelhő
Az első olyan észlelés, amely a holdi felszíni viszonyok földitől eltérő sajátosságára világított rá, a Surveyor robotok által mért felszín feletti lebegő porfelhő volt. Ezt a lenyugvó nap után észlelte a horizonton a Surveyor–5. Később az Apollo ALSEP-műszerek is jeleztek egy helyi, alkonyat majd napnyugta után a műszerek fölött elvonuló, elektromosan töltött porból álló felhőt a holdi felszín közelében.

## Clementine, Lunar Prospector
A holdfelszíni vízmérések közül az elsőt az amerikai hadsereg műholdja, a Clementine űrszonda gyűjtötte bisztatikus radarral. Később a Lunar Prospector neutronsugárzás detektora mérte annak a mértéket, hogy a holdi poláris területeken több hidrogén fordul elő, amit vízjég formájában képzeltek el.

## Cassini, Csandrajáan, Epoxi
Arról, hogy a holdfelszíni spektrumban, a közeli infravörösben H2O- és hidroxilgyök-sávok (egy széles tartományban) fordulnak elő, az első mérések 1999-ben történtek a Cassini Hold melletti elhaladása idején. Ezek felelevenítése és újabb méréses megerősítése volt az a rendkívüli esemény, amit már az indiai ISRO űrszervezet Csandrajáan–1 holdszondája mért ki 2009 tavaszán-nyarán. A fedélzetén lévő amerikai műszernek, a Moon Mineral Mappernek (M3-nak is rövidítik) a területi felbontása olyan jó volt, hogy egy becsapódási kráter kidobott takaróját részletesen bemutató foltban is kimutatta a színképi H2O-t és a hidroxilmolekulákat. Ebben az esetben már a kutatók ásványi szerkezetben kötött vizet feltételeznek, hiszen az nem illant el a becsapódáskor, hanem szétterült a kidobott takaróban. Ha vízjég van a talajban, az is ugyanígy szétterül a kidobott anyagban, de a vákuumban a vízjég nem stabil, fokozatosan elpárolog (szublimál). Csak az elvehetetlen molekuláris vízréteg maradna meg az ásványszemcsék felszínén.

## Földi Tivadar modellje
Fontos megemlíteni a magyar kutatók munkáit is. Földi Tivadar villamosmérnök 2001-ben több közleményben mutatott be egy olyan modellt, amely értelmezi a holdi H2O jelenlétét. A földi mágneses tér uszálya minden telihold idején végigsöpör a Holdon. Az ionizált formában benne jelenlévő hidroxilmolekulák molekuláris szinten kicsiny mértékű, de havonta ismétlődő utánpótlást adnak a holdi vízkészlethez. Ez a molekuláris mennyiség évmilliók alatt egyensúlyi eloszlást hozott létre a Holdon. A talaj porszemcséihez kapcsolódva időlegesen elszakadhatnak a felszínközeli szemcséktől, de idővel újabb molekulák kerülnek ezek helyére a földi magnetoszférából. Ez a modell értelmezi a holdfelszíni színképi vízmolekulának és hidroxilmolekulának (ionnak) a jelenlétét. A Csandrajáan–1 és a megerősítésül a Föld-közeli áthaladásnál igénybe vett EPOXI műhold mérései azonban nagyobb kiterjedésű és jellegzetes, friss kráter körül eloszló és szétterülő vizes anyag jelenlétét is kimutatták. Ez valószínűleg az üstökös anyaggal vagy szenes kondritos kisbolygóanyaggal odakerült vizet jelent.

## SOFIA
2020. októberben a csillagászok jelezték, hogy több, egymástól függetlenül működő űreszköz is, így a Stratospheric Observatory for Infrared Astronomy (SOFIA) is vízmolekulák jelenlétét észlelte a Hold napos oldalán. A becsült mennyiség nagyjából 100-400 ppm, ami egy kis szélességi területre vonatkozik. Valószínűleg helyi „földtani” események hatására jöttek létre, és nincsenek globális okai. Azt gyanítják, hogy az észlelt vizet üvegekben vagy üregekben tárolhatták, és a durva időjárási körülmények miatt maradhatott meg. A Lunarr Reconnaissance Orbiter adatait elemezve arra lehetett jutni, hogy a Hold állandóan fagyos, nem Nap felé mutató oldalát és sarkait leszámítva még sok, felfedezetlen hideg csapda lehet, ahol jég gyűlhetett össze. Ezek lényegesen kibővítik azt a területet, ahol jég gyűlhet össze. A hideg csapdák mintegy 10–20%-a "mikro hideg csapdákban" voltak, melyek között voltak 1 km és 1 cm hosszúak is. Ezek összterülete mintegy 40 000 km2 lehet. Ezek 60%-a délen van, a hideg csapdák túlnyomó többségét pedig 80°. szélességi körtől délre találták, mivel ott állandóan sötét van.

## A Holdon található víz eredete, mennyisége, jövőbeni szerepe
A víznek és molekuláris szintű komponenseinek holdi jelenléte ma már bizonyítottnak tekinthető, de nem tudható biztosan a formája, eredete minden komponensnek. Ezeknek megtalálása újabb holdra szállások során tisztázódhat. A tervezett holdbázisok azonban mindenképpen igénylik ezt a kutatást, mert a legfontosabb nyersanyag a holdi expedíciók kutatói számára a víz lesz. A szükséges víz mennyiségének biztosítása helyi forrásokból valósítható meg, ha sikerül a holdi víz természetét felismerni. Ezért is övezték nagy várakozások az LCROSS 2009. október 9-ei holdi poláris becsapódásából származó mérési eredményeket.
A mérések nyomán a következő képben foglalható össze a jelenleg ismert holdi víz mennyisége. Háromféle formája háromféle műszeres mérésből ismert. A becsapódó hordozórakéta-fokozat és az LCROSS által felvert anyag jégkristály és por keveréke volt. A másik a Hold felszínén periodikusan megjelenő és eltűnő, a napsugárzás által kiváltott – és Földi Tivadar korábbi modelljében is megjósolt – vízmolekulák és por keveréke. Ez a holdi felszínt borító regolit és a napszél kölcsönhatásából jön létre a holdi nappalok idején. Ugyancsak a Földi Tivadar-féle modell láttatta előre, hogy ez a mindenütt keletkező poros vízmolekula-koagulátum az egyenlítői területek felől a sarkvidékek felé vándorol. A harmadik forrás egyes poláris kráterek környékén fennmaradt, beszállított, üstökös eredetű vízjég a felszín alatti rétegekben.

## Külső hivatkozások
- A Science-ben megjelent cikk a holdi vízről 2009 szeptemberében
- A NASA Ames Research Center bejelentése a holdi vízről a Lunar Prospector fölfedezése idején, 2001-ben. Archiválva 2013. augusztus 6-i dátummal a Wayback Machine-ben bejelentése a holdi vízről a Lunar Prospector felfedezése idején, 2001-ben.
- A NASA AMES Research Center bejelentése a holdi vízről a Clementine felfedezése idején.
- Az Epoxi mérései a vékony réteg holdi vízról a NASA honlapján.
- A három űrszonda eredményének együttes bejelentése.[halott link]
- A Holdi vízről az angol lexikonban
- A holdi vízről mért színképi adatok kapcsolata a kisbolygók színképében mért 3 mikronos elnyelési vonallal